# Rosaryggig rosenfink
Rosaryggig rosenfink (Carpodacus rhodochlamys) är en bergslevande centralasiatisk fågel i familjen finkar inom ordningen tättingar.

## Fältkännetecken

### Utseende
Denna art är en stor fink (18 cm), större än rosenfink och med kraftigare näbb samt mindre tydligt vingband. Hanen har vinrosa huvud, undersida och övergump med vita streck på huvud och bröst. Ögonbrynsstrecket är silvergrått, liksom pannan. Den är mörkstreckat rödbrun på ögonstreck, hjässa, nacke och ovansida. Honan är rätt enfärgat streckad med rätt mörkt huvud.

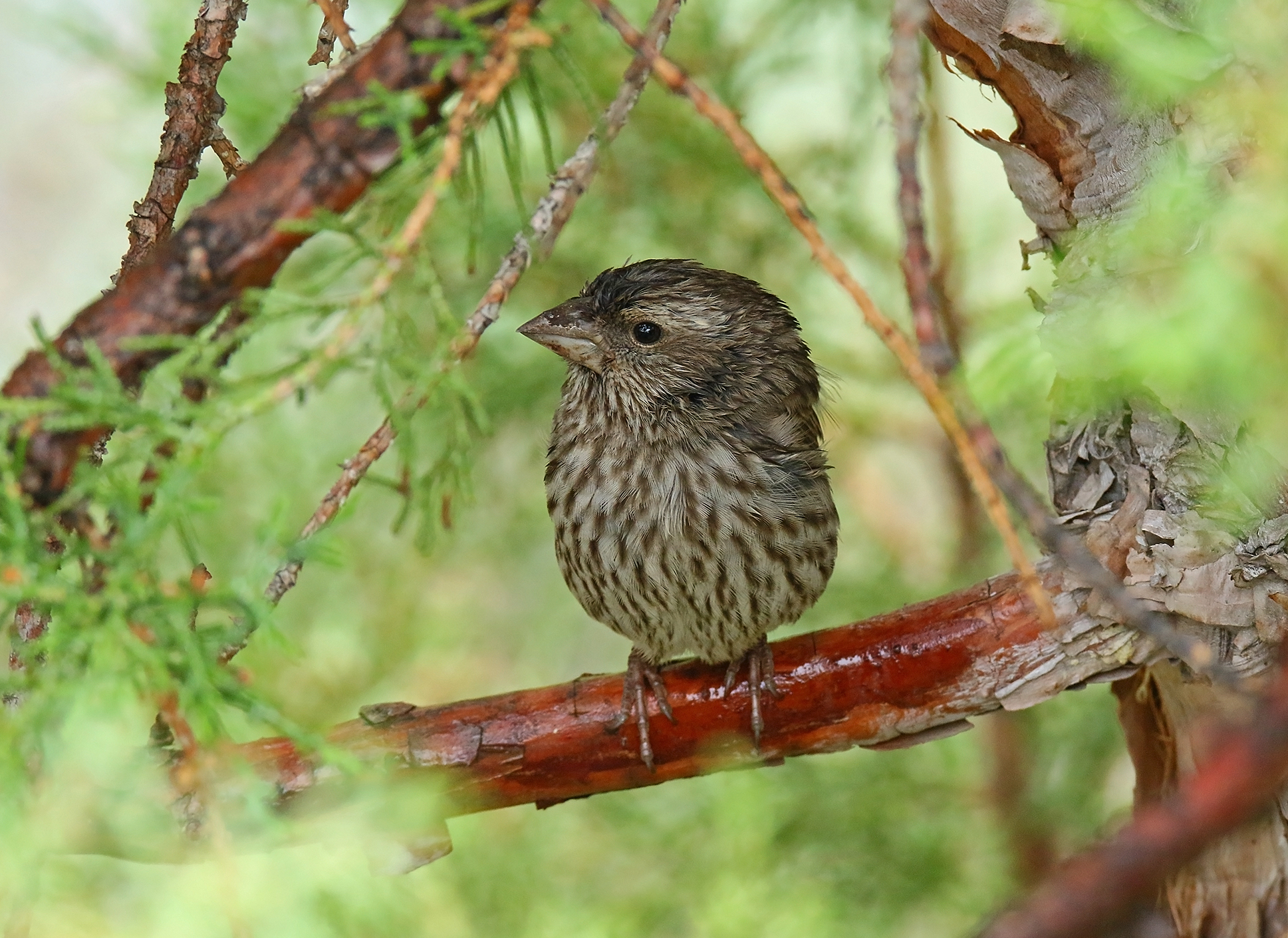
Hona.

Rosaryggig rosenfink är mycket lik sin nära släkting karakoramrosenfink (C. grandis), av vissa behandlad som underart till rhodochlamys. Denna har dock något längre vingar, kortare stjärt och tunnare näbb med rakare kulmen. Ögonbrynsstrecket är mer kontasterande men smalare och pannan mörk. Honan har tydligare ögonbrynsstreck samt ljusare men mer streckad undersida.

### Läte
Rosaryggig rosenfink saknar egentlig sång. Lätet är mycket nasalt.

## Utbredning och systematik
Rosaryggig rosenfink behandlas antingen som monotypisk eller delas in i två underarter med följande utbredning:
- Carpodacus rhodochlamys rhodochlamys – förekommer i bergen i östligaste Uzbekistan, sydvästra Kina, Altai och norra Mongoliet
- Carpodacus rhodochlamys kotschubeii – förekommer i Altajbergen (Kirgizistan) till Pamir och Tadzjikistan

Tidigare behandlades karakoramrosenfink (C. grandis) som underart till rosaryggig rosenfink och vissa gör det fortfarande.

## Levnadssätt
Rosaryggig rosenfink häckar i bergsbelägna barrskogar. Den lever huvudsakligen av frön, knoppar och bär från buskar och träd, exempelvis ros, oliv, kaprifol, en, havtorn, berberis och karaganer. Arten ses i par eller små grupper. Den är vanligtvis skygg eller tillbakadragen, men tillfälligtvis tamare.

### Häckning
Fågeln häckar mellan maj och juli. Den placerar sitt skålformade bo av gräs, djurhår, växtbibrer och enbark lågt i en buske, ofta en rosenbuske, berberisbuske eller krusbär. Honan lägger fyra till sex blekblå brunfläckade ägg som båda kön ruvar.

## Status och hot
Arten har ett stort utbredningsområde och en stor population med stabil utveckling som inte tros vara utsatt för något substantiellt hot. Utifrån dessa kriterier kategoriserar internationella naturvårdsunionen IUCN arten som livskraftig (LC). Världspopulationen har inte uppskattats men den beskrivs som lokalt vanlig till sparsam. Notera dock att IUCN inkluderar karakoramrosenfink i rosaryggig rosenfink.

## Namn
Arten har tidigare kallats blek rosenfink på svenska, men detta är nu namn på C. stoliczkae.